# Kader Abdolah
Kader Abdolah (anhörenⓘ, eigentlich Hoseyn Sadschadi Qa'emmaqami Farahani; * 12. Dezember 1954 in Arak, Iran) ist ein iranischer Schriftsteller, der überwiegend auf Niederländisch schreibt.

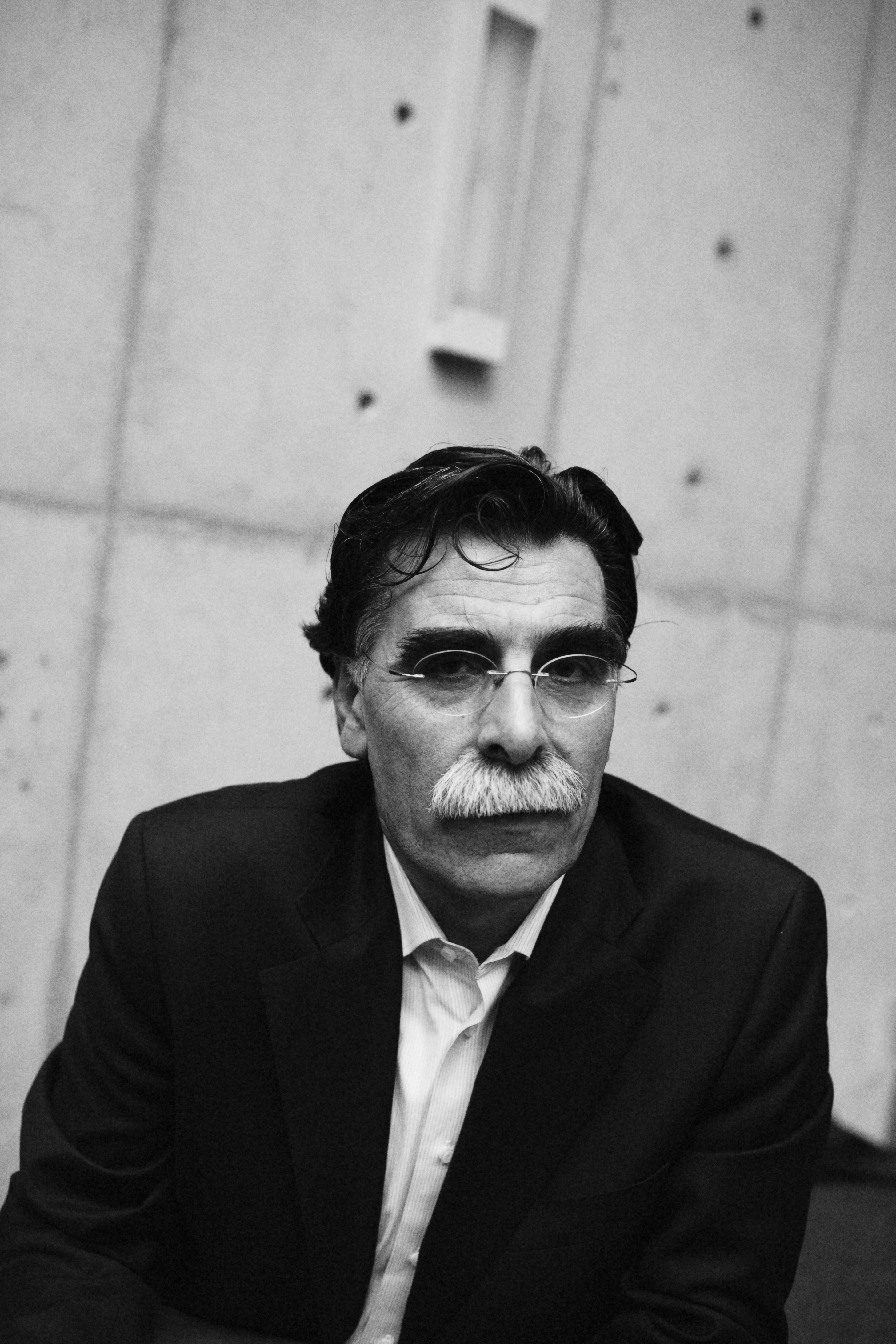
Kader Abdolah (2008)

## Leben
Während seines naturwissenschaftlichen Studiums in Teheran schloss er sich einer linken Untergrundbewegung an, die gegen die Schah-Diktatur und später gegen die des Ajatollahs kämpfte. Er schrieb für eine illegale Zeitschrift und veröffentlichte erste Erzählungen unter dem Pseudonym Kader Abdolah, das sich aus den Namen zweier ermordeter Freunde zusammensetzt.
1985 musste Abdolah aus dem Iran flüchten, verbrachte zwei Jahre in der Türkei und wurde 1988 von den Vereinten Nationen in die Niederlande eingeladen, wo er zunächst in einem Asylbewerberheim in Apeldoorn, später in einem ihm zugewiesenen Haus in Zwolle lebte. Seit dem 12. Lebensjahr las Abdolah westliche Literatur und hörte verbotenerweise westliche Radiosender, um seinem Urgroßvater Qa'em Maqam Farahani nachzueifern, der zu den bekanntesten Schriftstellern des Iran/Persiens gehörte. Abdolah schreibt Gedichte, Erzählungen und Romane und arbeitet zurzeit an einer Neuübersetzung des Korans. Unter dem Pseudonym Mirza (pers. = „Sohn des Emirs“) schreibt er für die Zeitung De Volkskrant eine wöchentliche Kolumne.

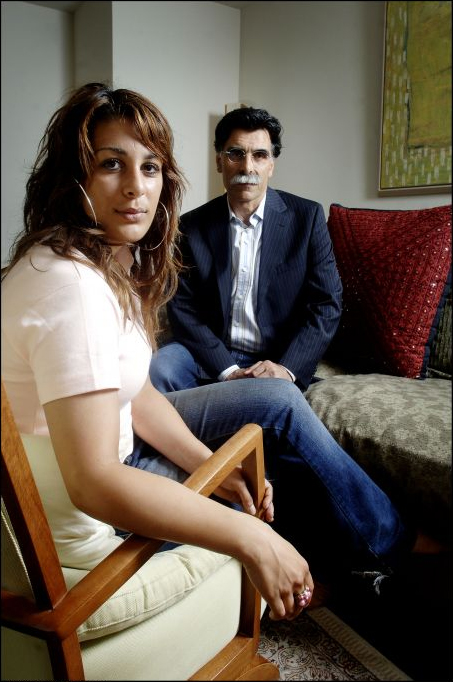
Kader Abdolah mit seiner Tochter Bahar Abdolah (2006)

## Literarisches Werk
- 1993 – De adelaars (Erzählungen)
- 1995 – De meisjes en de partizanen (Erzählungen)
- 1997 – De reis van de lege flessen. (Dt.: Die Reise der leeren Flaschen. Roman. Fest, Berlin 1999, ISBN 3-8286-0060-3).
- 1998 – Mirza (Kolumnen)
- 2000 – Spijkerschrift. (Dt.: Die geheime Schrift: die Notizen des Agha Akbar. Roman. Klett-Cotta, Stuttgart 2003, ISBN 3-608-93512-6).
- 2001 – De koffer (Overijssels boekenweekgeschenk)
- 2001 – Een tuin in zee (Kolumnen)
- 2002 – Kélilé en Demné (Übersetzungen persischer Erzählungen)
- 2002 – Sophia's droë vrugte (Roman)
- 2003 – Portretten en een oude droom. (Dt.: Dawuds Traum. Roman. Klett-Cotta, Stuttgart 2005, ISBN 3-608-93759-5).
- 2003 – Karavaan (Kolumnen)
- 2005 – Het huis van de moskee. (Dt.: Das Haus an der Moschee. Roman. Claassen Verlag, Berlin 2007, ISBN 978-3-546-00421-3).
- 2008 – De boodschapper en de Koran. (Dt.: Mohammad, der Prophet. Roman. Claassen Verlag, Berlin 2009, ISBN 978-3-546-00451-0).
- 2011 – De Koning. (Dt.: Der König. Roman. Ullstein, Berlin 2013, ISBN 978-3-550-08888-9).
- 2011 – De kraai (Boekenweekgeschenk). (Dt.: Die Krähe. Novelle. Arche Literatur Verlag, Zürich/Hamburg 2015, ISBN 978-3-7160-2718-9).
- 2012 – Zeesla en de lepels van Alice (Erzählungen)
- 2014 – Papegaai vloog over de IJssel (roman)

## Preise
- Gouden Ezelsoor (bestverkauftes Debüt) 1994 für De adelaars.
- Charlotte Köhler-Stipendium 1995 für De meisjes en de partizanen.
- ASN-ADO-Mediaprijs 1997 für Mirza.
- Mundial Award für seine Verdienste auf dem Gebiet der Völkerverständigung, Freiheit und Sicherheit.
- Zum Königinnentag 2000 zum Ritter des Ordens des Niederländischen Löwen geschlagen für seinen Einsatz für Literatur, Völkerverständigung und Freiheit.
- E. du Perronprijs 2001 für Die geheime Schrift.